# Моґамі (Ямаґата)

38°45′31″ пн. ш. 140°31′10″ сх. д. / 38.75861° пн. ш. 140.51944° сх. д.
Моґа́мі (яп. 最上町, もがみまち, МФА: [mogamʲi mat͡ɕi̥]) — містечко в Японії, в повіті Моґамі префектури Ямаґата. Станом на 1 жовтня 2008 площа містечка становила 330,27 км². Станом на 1 січня 2009 населення містечка становило 10 147 осіб.